# Hanna Erikson
Hanna Erikson (* 2. Juni 1990 in Örebro) ist eine ehemalige schwedische Skilangläuferin.

## Werdegang
Ihre erste internationale Meisterschaft bestritt Erikson, die für den Åsarna IK startete, im Jahr 2007 beim European Youth Olympic Festival in Jaca, wo sie über 7,5 Kilometer Freistil den zehnten Platz belegte. Bei den Junioren-Weltmeisterschaften 2008 in Val Venosta gewann sie mit der schwedischen Staffel die Silbermedaille. Ihr bestes Einzelresultat war der siebente Platz im Sprintwettbewerb. 2009 gewann Erikson in Keuruu ihren ersten Sprintwettbewerb im Scandinavian Cup. Bei den Junioren-Weltmeisterschaften 2009 in Praz de Lys Sommand gewann sie die Silbermedaille im Sprintwettbewerb und mit der finnischen Staffel. Im Skiathlon wurde sie Dritte. Diese Resultate ermöglichten ihr einen Einsatz bei den Nordischen Skiweltmeisterschaften 2009 in Liberec. Die Sprintspezialisten wurde jedoch nur auf den längeren Distanzen eingesetzt. Ihr bestes Resultat war der 38. Platz über 10 Kilometer klassisch. Auch bei ihrem ersten Einsatz im Weltcup-Wettbewerb beim Skilanglauf-Weltcup-Finale 2008/2009 erreichte sie keine Platzierung unter den besten 30 Athletinnen. Erste Weltcup-Punkte gewann Erikson in der Saison 2009/10 beim Weltcup in Rogla, wo sie den elften Platz im Sprintwettbewerb erkämpfte. Auch zum Auftakt der Tour de Ski 2008/09 überzeugte sie als Zehnte beim Prolog in Oberhof. Bei den Junioren-Weltmeisterschaften 2010 in Hinterzarten gewann Erikson die Goldmedaille im Sprintwettbewerb. Über 5 Kilometer klassisch und mit der schwedischen Staffel gewann sie die Bronzemedaille. Zum Auftakt der Saison 2010/11 gelang Erikson als Sechste in Düsseldorf erstmals der Einzug in das Finale eines Weltcup-Sprintwettbewerbs. In Otepää musste sie sich nur Petra Majdič geschlagen geben und feierte ihre erste Podiumsplatzierung in einem Weltcup-Wettbewerb. An gleicher Stelle belegte Erikson bei den U23-Weltmeisterschaften 2011 den fünften Platz im Sprintwettbewerb und den 14. Platz über 10 Kilometer Freistil. Zum Saisonende belegte sie den 39. Platz im Gesamtweltcup und den 15. Platz im Sprintweltcup. Zu Beginn der Saison 2011/12 errang sie den 47. Platz bei der Nordic Opening in Kuusamo. Bei der Tour de Ski 2011/12, die sie vorzeitig beendete, kam sie im Prologrennen auf den dritten Platz. Im Januar 2012 holte sie in Mailand mit Ida Ingemarsdotter im Teamsprint ihren ersten Weltcupsieg. Beim Weltcup-Finale in Falun belegte sie den 33. Platz und erreichte den 28. Platz im Gesamtweltcup und den 12. Platz im Sprint. Bei den schwedischen Meisterschaften 2012 siegte sie jeweils im Teamsprint, mit der Staffel und über 30 km. Nach Platz 43 bei der Nordic Opening in Kuusamo zu Beginn der Saison 2013/14, siegte bei der Sprintetappe der Tour de Ski 2013/14 in Oberstdorf. Beim Saisonhöhepunkt den Olympischen Winterspielen 2014 in Sotschi belegte sie den 52. Rang im Sprint. Ihre letzte Weltcupteilnahme hatte sie beim Weltcup-Finale 2014 in Falun. Dort errang sie den 16. Platz und erreichte den 29. Platz im Gesamtweltcup und den 18. Platz im Sprintweltcup. Im September 2016 beendete sie nach längerer Verletzungspause ihre Karriere.

## Erfolge

### Siege bei Weltcuprennen

#### Etappensiege bei Weltcuprennen
| Nr. | Datum             | Ort     | Disziplin       | Rennen              |
| --- | ----------------- | ------- | --------------- | ------------------- |
| 1.  | 29. Dezember 2013 | Oberhof | Sprint Freistil | Tour de Ski 2013/14 |

#### Weltcupsiege im Team
| Nr. | Datum           | Ort     | Disziplin             |
| --- | --------------- | ------- | --------------------- |
| 1.  | 15. Januar 2012 | Mailand | Teamsprint Freistil 1 |

### Siege bei Continental-Cup-Rennen
| Nr. | Datum            | Ort    | Disziplin        | Serie            |
| --- | ---------------- | ------ | ---------------- | ---------------- |
| 1.  | 3. Januar 2009   | Keuruu | Sprint klassisch | Scandinavian Cup |
| 2.  | 19. Februar 2010 | Lygna  | Sprint Freistil  | Scandinavian Cup |